# 沃尔奈
沃尔奈（法語：Vornay，法語發音：[vɔʁnɛ]）是法国谢尔省的一个市镇，位于该省中部偏东南，属于布尔日区。

## 地理
沃尔奈（46°58'23"N, 2°35'0"E）面积26.35 平方千米，位于法国中央-卢瓦尔河谷大区谢尔省，该省份为法国中部省份，北起卢瓦雷省，西接卢瓦-谢尔省和安德尔省，南至克勒兹省，东南接阿列省，东临涅夫勒省。
与沃尔奈接壤的市镇（或旧市镇、城区）包括：阿努瓦、比西、克罗斯、欧龙河畔丹、瑞西香槟、圣但尼德帕兰、奥姆里。

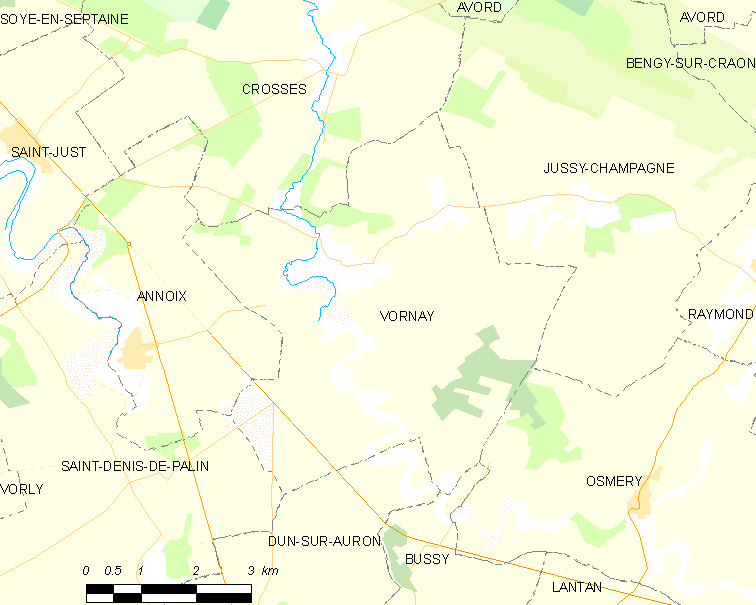
沃尔奈的OSM定位图

沃尔奈的时区为UTC+01:00、UTC+02:00（夏令时）。

## 行政
沃尔奈的邮政编码为18130，INSEE市镇编码为18289。

## 政治
沃尔奈所属的省级选区为阿沃尔县。

## 人口

1962-2008年间沃尔奈人口变化图示

沃尔奈于2022年1月1日时的人口数量为586人。